# Антисионизм
Антисиони́зм — идеологическое и практическое противодействие сионизму или тому, что понимается под «сионизмом» со стороны представителей различных (как еврейских, так нееврейских) идейных и религиозных течений, политических организаций, общественных институтов, которые по различным причинам отвергают цели сионизма или методы их достижения. Существует со времени зарождения сионизма.
Поскольку сионизм представляет собой — как по составу участников, так и по целям — чисто еврейское движение, подавляющее большинство идейных течений и политических объединений, которые не имеют прямой связи с еврейством, не выработали чёткого к нему отношения, и последовательный антисионизм свойственен только для немногих из них. Вне еврейской среды высказывания и действия, направленные против сионизма, чаще всего обусловливают конкретные экономические или политические интересы, которые преследуют отдельные государства, социальные или этнические группы, а не негативное отношение к сионизму как таковому. Серии антисионистских акций, например, в рамках политики Великобритании в Земле Израиля в 1920—1940-х годах, нередко не имеют связи с какими-то принципиальными соображениями. Единого подхода к сионизму не выработали также антисемиты: в некоторых из них (например, в общества «Память» и подобных ему организациях, появившихся в Советском Союзе в середине 1980-х — начале 1990-х годов) утверждают, что истинная цель сионистского движения — достижение еврейского мирового господства (идея, отражённая в частности в антисемитской фальсификации «Протоколы сионских мудрецов»), тогда как другие положительно воспринимают к сионистов, в некоторых случаях даже поддерживая их в надежде, что их деятельность способствует уменьшению «еврейского присутствия» в странах диаспоры (в наиболее радикальном варианте — соберёт евреев в одном месте, где их будет проще уничтожить). В последние десятилетия в качестве антисионизма часто представляется антисемитская пропаганда, поэтому значительная часть высказываний и публикаций, антисионистских по своей форме, не имеет к сионистской идеологии никакого или почти никакого отношения.
Одним из немногих идейно-политических течений XX века, последовательно и непримиримо враждебных сионизму, стало коммунистическое движение. С коммунистическим антисионизмом оказался тесно связан антисионизм новых левых, который стал неотъемлемой частью политической платформы этого движения. Крупнейшим очагом антисионизма в позднейшиее время является мусульманский мир.
Распространена конспирологическая теория «сионистского заговора», являющаяся переинтерпретацией теории «иудео-масонского заговора».

## Соотношение с антисемитизмом
Антисионизм не обязательно является антисемитским. Сионизм может отвергаться частью ортодоксальных евреев по религиозным причинам. Однако после Второй мировой войны антисемитская составляющая в антисионизме стала заметной. Враждебность, вызванная существованием и политикой государства Израиль, в некотором роде возвращает ситуацию к периоду до развития еврейской диаспоры. Большая часть враждебности, направленной против Израиля — продукт обычных конфликтов и не является уникальным явлением. Грань между критикой Израиля и антисемитизмом не всегда легко установить, однако эти два понятия не следует смешивать. Критика Израиля часто выходит за рамки, враждебность переносится на всех евреев, а не только израильтян, и используются антисемитские материалы и аргументы. В позднейшее время, в отличие от более раннего периода, «Протоколы сионских мудрецов» чаще печатаются, цитируются и используются на Ближнем Востоке, чем в Европе или Соединённых Штатах.
Критики в Израиле и за его пределами, не согласные с политикой и действиями государства, пользуются правом высказываться. Израиль является единственной демократией на Ближнем Востоке, в нём поощряется свободный дискурс. Однако важным считается указать, что объектом критики являются «израильская политика» или «действия израильской армии». Конкретика высказываний служит отличительным признаком, отделяющим законную критику от попытки делегитимизировать основополагающее право Израиля на существование.
По мнению премьер-министра Бельгии Ива Летерма, антисионизм часто является лишь формой антисемитизма. По словам Мартина Лютера Кинга, «антисионист — наследник антисемита, и всегда был таким».
Для обозначения антисионизма как формы антисемитских взглядов известный американский учёный и консервативный публицист Даниэль Пайпс ввёл термин «новый антисемитизм».
Для отличия обоснованной критики Израиля от антисемитизма применяется набор критериев, получивших название 3Д-тест на антисемитизм: делегитимация, демонизация и двойные стандарты (три D). В качестве проявлений антисемитизма рассматриваются, в частности, демонизация Израиля и его лидеров — позиционирование их в роли абсолютного зла или обвинение во всём насилии на Ближнем Востоке; двойные стандарты — обвинение Израиля в нарушениях прав человека при игнорировании нарушений прав человека в других странах.
По мнению Американского еврейского комитета, антисионистскими и антисемитскими не считаются призыв к созданию двух государств, включая палестинское национальное государство; критика политики израильского правительства; выступления в поддержку прав палестинцев; противодействие всем формам национализма или ограничений, включая еврейский национализм. К антисемитизму относятся, среди прочего, призыв к прекращению существования только еврейского государства; утверждение, что евреи — единственные среди народов мира не имеют права на самоопределение — или еврейский народ не имеет религиозной и исторической связи с Израилем, что выделяет и дискриминирует евреев; словесные или физические преследования, деструктивные действия в отношении еврейских институций — в ответ на действия государства Израиль; использование критиками Израиля антисемитских тропов о еврейской власти или жадности, отрицание Холокоста или обвинение израильтян в том, что они являются «новыми нацистами».
В декабре 2023 года Палата представителей Конгресса США приняла резолюцию, которая приравняла антисионизм к антисемитизму. За резолюцию проголосовали 311 конгрессменов, против — 14.

## История
В первые годы существования сионизма по теологическим соображениям ему противостояли многие ортодоксальные евреи. Они отвергали идею человеческого вмешательства в восстановление еврейского суверенитета на земле Израиля, которое в их интерпретации должно произойти только по воле Божьей. Они также отвергали светскую политику сионистских активистов в первый период существования сионистского движения. В десятилетия до Холокоста евреи в Западной Европе и Соединённых Штатах, которые тесно идентифицировали себя со своими родными странами, часто были настроены по отношению к сионистскому проекту неоднозначно, а иногда и враждебно. Однако после Второй мировой войны и создания государства Израиль критика сионистской идеи со стороны евреев существенно уменьшается.
Новый антисионизм сформировался под влиянием различных событий и программами и вовлёк представителей многих народов. Первоначально этот антисионизм был в основном ограничен арабским миром, который предполагал угрозу со стороны нового еврейского государства. После Шестидневной войны 1967 года, которая не только обеспечила дальнейшее существование Израиля, но и расширила его границы, послышались новые антисионистские голоса. Левые политические группы в Европе и Соединённых Штатах начали вставать на сторону палестинцев и обвинять Израиль и Соединённые Штаты в «подлом» «империалистическом» сотрудничестве. Такие взгляды укрепились после Войны Судного дня 1973 года и получили международное признание в 1975 году с принятием Генеральной Ассамблеей ООН резолюции ООН 3329, известной как резолюция «Сионизм — это расизм». Эта резолюция была поддержана арабским, исламским и советским блоками с молчаливого согласия многих западных стран.
К этому моменту антисионизм включил аргументы, символы, исторические стереотипы и цели антисемитизма. Этот новый антисионизм отвергал само существование государства Израиль и объяснял его «предосудительную» политику через учение иудаизма, «еврейскую сущность» и/или заговор «мирового еврейства». Несмотря на отмену в 1991 году резолюции ООН 1975 года, соглашения «Осло» и других действий по установлению мира на Ближнем Востоке, такое мышление постепенно начало проникать во все слои мусульманского общества, находя выражение в СМИ, школьных учебниках и в Интернете.
Всеобщее отрицательное отношение к расизму, вызванное в первую очередь его связью с Холокостом, не всегда распространяется на расовый антисемитизм, в условиях Холодной войны существенно активизировавшийся уже под видом антисионизма. О значимости этого явления свидетельствует тот факт, что значительное большинство членов ООН в 1975 году поддержало резолюцию, которая осудила сионизм в качестве формы расизма и расовой дискриминации.
С 2000 года, когда началась новая интифада после того, как появились слухи о том, что Израиль планирует разрушить мечеть Аль-Акса на Храмовой горе в Иерусалиме, антисемитский антисионизм усилился, не только в арабском мире. В 2001 году конференция по расизму и ксенофобии, спонсируемая ООН и проведённая в Дурбане, Южная Африка, послужила платформой для резолюции, в которой сионизм был назван расизмом. Два года спустя решение США вторгнуться в Ирак было воспринято широкими массами как ещё одно доказательство «сионистской мощи». В одном из опросов европейцы назвали Израиль страной, представляющей наибольшую угрозу миру во всем мире, большую, чем Иран, Ирак или Северная Корея.
Недавним явлением в интерпретации израильско-палестинского конфликта стала идея рассматривать евреев как «белых» и позиционировать это конфликт как расовый. Обозначая израильтян как «белых», антиизраильские активисты проводят сравнения с расовым неравенством в США. Однако, по мнению Американского еврейского комитета, израильско-палестинский конфликт является конфликтом между двумя национализмами — палестинским национализмом, с одной стороны, и еврейским национализмом или сионизмом, с другой. Израильские евреи представлены европейскими ашкеназами, чернокожими евреями Эфиопии, смуглыми евреями из Индии, сефардами и мизрахим из Северной Африки и арабских стран, персидскими евреями из Ирана и многие другие. Израиль является исторической родиной всех евреев. Представление Израиля в качестве «белого» угнетателя искажает реальность многокультурной страны, которая гарантирует гражданские права всем своим гражданам, независимо от происхождения; искажает реальность разнообразия еврейского народа, его историю и нивелирует опасность антисемитизма. Реальные белые расисты часто не рассматривают евреев как «своих»: евреи не считались «белыми» в конце XIX и начале XX веков, и до сих пор не считаются белыми неонацистами и сторонниками превосходства белой расы.

## Антисионизм в ООН
10 ноября 1975 года ХХХ сессия Генеральной Ассамблеи ООН, под влиянием СССР и при поддержке арабских и «неприсоединившихся» стран, приняла Резолюцию 3379, которая определила сионизм как «форму расизма и расовой дискриминации». За принятие резолюции проголосовало 72 государства, против — 35, воздержалось — 32.
16 декабря 1991 года, по требованию США и Израиля, эта резолюция была отменена резолюцией 46/86 Генеральной Ассамблеи ООН. За принятие резолюции проголосовало 111 государств, против — 25, воздержалось — 13.

## Антисионизм в СССР и странах социалистического лагеря
Владимир Ленин видел в сионизме одно из проявлений «буржуазного или мелкобуржуазного национализма, противостоящего пролетарскому интернационализму и проповедующего классовый мир между рабочими и капиталистами одной национальности». В статье «Мобилизация реакционных сил и наши задачи» (1903) Ленин заявлял, что «сионистское движение непосредственно гораздо более грозит развитию классовой организации пролетариата, чем антисемитизм, и, так как для нас, социал-демократов, не существует „избранных“ и „неизбранных“ народов, то мы никак не можем отказаться от задачи борьбы с „предрассудками еврейской массы“». Со второй половины 1920-х годов принадлежность к сионизму рассматривалась в Советском Союзе как политическое преступление. Антисионизм был присущ всем партиям Коммунистического интернационала (Коминтерна).
В 1930-е годы советский антисионизм стал срастаться с антисемитизмом. В это время были ликвидированы почти все некоммунистические еврейские организации, закрыты синагоги и другие учреждения, а многие раввины арестованы или убиты.
В Арабо-израильской войне 1947—1949 годов руководство СССР оказало дипломатическую поддержку сионистам в деле создания еврейского государства. Но уже в 1948—1949 годах сионистские организации были ликвидированы во всех странах Европы и Азии, находившихся под влиянием СССР. Пик преследований как в СССР, так и в странах-сателлитах пришёлся на период между 1948 и 1953 годами — до смерти Сталина.
После Шестидневной войны все коммунистические страны, кроме Румынии, прекратили дипломатические отношения с Израилем. В начале 1970-х годов сионизм был запрещён на Кубе. В 1973 году в СССР был снят антисионистский документально-пропагандистский фильм «Тайное и явное (Цели и деяния сионистов)». В 1983—1990 годах в СССР действовал Антисионистский комитет советской общественности.
Из правой среды в коммунистический/советский дискурс был заимствован миф о еврейском заговоре. В условиях начала Холодной войны «еврей-сионист» изображался как агент англо-американского империализма, стремящегося к войне за господство в мире; была сформирована новая теория, пока только участия (не лидерства) евреев в борьбе за мировое господство. Уже в кампании против «космополитов», параллельно с которой велось поддерживающее её дело Еврейского антифашистского комитета (ЕАК) 1948—1952 годов, но преимущественно начиная с процесса Рудольфа Сланского 1952 года (в Чехословакии) и с «Дела врачей» 1948—1953 годов пропаганда стала представлять «еврея-сиониста» не только в качестве идейного, но и как было предопределено Сталиным ещё в 1939 году, политического врага, создающего разветвлённую сеть заговоров, направленных против советских вождя, народа и государства. На следующем этапе, в эпоху «застоя», сионизм был отождествлён с еврейством, объявлен «новым фашизмом» и расизмом, а затем стал рассматриваться как главная сила «империалистического заговора», а еврейство — как онтологический враг всех других народов мира. Эта теория заговора распространилась и на ряд несоветских левых идеологий.

## Исламский и арабский антисионизм
Крупнейшим очагом антисионизма в позднейшее время является мусульманский мир. Враждебное отношение к сионизму мусульманских духовных вождей и политических руководителей, которые в основном и формируют массовое сознание населения мусульманских стран, развивалось в течение длительного времени. До Первой мировой войны только часть арабов Земли Израиля пыталась противодействовать переселению евреев на эту территорию. Представители арабского национального движения много раз вступали с сионистами в контакты, рассматривая их как потенциальных союзников в борьбе за права национальных меньшинств в Османской империи. В январе 1919 года Хаймом Вейцманом и эмиром Фейсалом, в то время одним из наиболее авторитетных арабских лидеров, было подписано соглашение, которое предусматривало, в числе прочего, поддержку арабами планов по созданию еврейского национального очага в Земле Израиля. В направлении этого соглашения действовали арабские делегации на Парижской мирной конференции в начале 1919 года. Но уже в ближайшее время, когда представители арабских движений поняли, что сионистское движение постепенно может привести к созданию в земле Израиля политического образования, где евреи будут большинством, отношение светских и религиозных лидеров арабских стран к сионизму существенно меняется. Первые считали неприемлемой перспективу создания на Ближнем Востоке государства или автономной территории, в котором часть арабского народа имела бы положение меньшинства. Высказывали также опасения, что так будет создан географический разрыв между арабскими странами Азии и Северной Африки. Вторые рассматривали планы по созданию еврейского государства как попытку нарушения заветов Корана, в частности айятов 2:61, 4:46 и 9:29, в котором утверждается, что евреи осуждены на унижение и подчинение мусульманам, а также Омаровых законов о зимми. Представители исламского духовенства были серьёзно обеспокоены возможностью того, что под еврейским контролем могут оказаться расположенные в Земле Израиля, в основном в Иерусалиме, мусульманские святыни.
Уже в первой половине 1920-х годов Высший мусульманский совет, возглавляемый муфтием Иерусалима Хадж Амин ал-Хусейни, и Арабский исполнительный комитет выдвинули требование прекратить еврейскую иммиграцию в Землю Израиля и отменить Декларацию Бальфура. Правительство Великобритании и британские мандатные власти Палестины приносили в жертву свои обязательства по отношению к сионистскому движению для того, чтобы идти на уступки арабским и мусульманским организациям. Несмотря на это данные организации много раз провоцировали в Земле Израиля направленные против евреев кровавые беспорядки. Наиболее серьёзные из них произошли в 1920 и 1929 году. Позиция этих организаций ужесточается в 1930-х годах, они призывали отменить британский мандат на Палестину и «распустить еврейское националистическое движение» — то есть ликвидировать сионизма. В 1936—1939 годах Высший арабский комитет, который сменил Арабский исполнительный комитет, распущенный в 1934 году, возглавляет арабское восстание в Земле Израиля, направленное против еврейского ишува и сионистского движения в целом. В 1937 году, в разгар этого восстания, Панарабская конференция провозглашает, что Палестина является «частью арабского мира, которая не может быть отчуждена без его согласия». Все независимые и полунезависимые арабские государства, исключая Египет, запретили сионистские организации.
После Второй мировой войны противостояние арабского и большей части исламского мира с сионистским движением усиливается. Враждебность к сионизму, которая была общей для всех арабских государств, становится одним из основных факторов организации Арабской лиги. По большинству остальных вопросов между участниками этого объединения имелись значительные разногласия. Представители мусульманских государств и арабских организаций Земли Израиля в ООН стремились не допустить каких-либо решений, которые предусматривали бы создание еврейского государства. Так, 29 ноября 1947 года все делегаты мусульманских стран голосовали против резолюции о разделе Палестины. Война за независимость Израиля разрушила планы уничтожения Израиля военным путём,; все арабские и почти все прочие мусульманские страны отказались признавать право этого государства на существование, что становится основной причиной последовавших позднее арабо-израильских войн, а в конце 1960-х — начале 1980-х годов — одной из основных причин роста терроризма как в странах Ближнего Востока, так и в мире в целом. Политическая мысль и пропаганда арабских стран утверждают, что Израиль является незаконным и искусственным государственным образованием, чуждым для этого региона, как в историческом, так и в культурном плане, которое создало агрессивное и экспансионистское по своей сути сионистское движение, стремящееся господствовать не только над Палестиной, но и над соседними странами и регионами, а в конечном итоге — управлять всем миром. Чтобы доказать эти тезисы, их сторонники используют «Протоколы сионских мудрецов», начиная с 1950-х годов получившие широкое распространение в исламском мире. Арабские режимы, имеющие левую ориентацию, помимо этого, выдвигают против сионистов обвинение в том, что они являются агентами империализма, которые помогают западным державам контролировать Ближний Восток, богатый нефтью. В 1950—1960-х годах в качестве предварительного условия признания Израиля исламские антисионисты выдвигали требование о его «десионизации», подразумевая под этим прекращение связей с еврейской диаспорой и приёма репатриантов.
К началу 1960-х годах во всех арабских странах ликвидируются сионистские организации. Мусульманские, в первую очередь арабские, государства сыграли важную роль в принятии Генеральной Ассамблеей ООН резолюции, которая приравнивала сионизм к расизму. В 1991 году многие из этих государств проголосовали против отмены данной резолюции. Начиная с 1970-х годов, значительную роль в борьбе против сионистского движения стал играть исламский фундаментализм, в первую очередь шиитский. В частности, захватив власть в Иране в феврале 1979 года, фундаменталисты запретили любую сионистскую деятельность. Новым руководством прерываны любые связи с Израилем, которые поддерживало предыдущее правительство, и, несмотря на враждебные отношения с большинством арабских государств, в особенности с Ираком, начата последовательная антисионистская и антиизраильская политика. Пропагандистскими службами арабских и других мусульманских стран часто (особенно в материалах, которые предназначены для распространения в странах Западной Европы и Америки) тщательно проводится различие понятий «сионист» и «еврей» (реже — «сионист» и «израильтянин»), на практике доминирующий здесь антисионизм нередко переходит в антисемитизм, что подтверждают сопровождающие каждую арабо-израильскую войну антиеврейские репрессии и беспорядки.
В позднейшее время почти все государства, общественные и религиозные организации арабских и значительной части других мусульманских стран продолжают занимать антисионистскихе позиции. Из арабских стран исключение составляют Египет и Иордания, которые заключили с Израилем мирный договор, и некоторые другие страны. В этих странах открытую враждебность к сионизму демонстрируют оппозиционные по отношению к правительствам политические объединения и средства массовой информации, в особенности с фундаменталистской ориентацией. В Западной Европе и Америке основными источниками антисионистской пропаганды стали дипломатические представительства арабских и ряда других мусульманских стран, а также арабские землячества и мусульманские религиозные общины. Посольства арабских государств финансировали антисемитские организации в России, формально заявленные как антисионистские. В 1990 году лидеры арабских стран, включая президента Египта Хосни Мубарака, неоднократно обращались к руководству СССР с просьбой остановить массовую алию из Советского Союза, которая шла в это время.

## Новые левые
С коммунистическим антисионизмом тесную связь имеет антисионизм новых левых, который на с течением времени стал неотъемлемой частью политической платформы этого движения. В первые годы движения евреи в непропорционально большом количестве присоединились к движению новых левых. В то время они составляли всего около 3 % населения США и 10 % от числа студентов колледж, но составили большинство наиболее активных членов новых левых. Многочисленные социальные научные исследования указывали на сильное еврейское влияние в ведущих группах новых левых США. На митингах в Калифорнийском университете в Беркли, Висконсинском университете в Мадисоне и Университете Брандейса новые левые из числа евреев требовали свободы слова, расового равенства и, в конечном итоге, прекращения войны во Вьетнаме.
Однако к концу 1960-х годов новых левых начали разделять политические разногласия, поскольку антиизраильские, антисионистские и антисемитские настроения оттолкнули большую часть их еврейских последователей. Во второй половине 1960-х годов и особенно после Шестидневной войне 1967 года нееврейские новые левые, исключая лишь немногих, в значительной мере под влиянием советской, маоистской и троцкистской пропаганды, стали изображать Израиль в качестве «расистского и экспансионистского государства», «форпоста американского колониализма на Ближнем Востоке» и — в согласии с общей антибуржуазной ориентацией этого движения — как один из главных своих врагов. Позднее это отношение они перенесли на сионистское движение в целом, которое они характеризовали как «орудие империалистического проникновения на Ближний Восток». Лидер Black power Стокли Кармайкл на съезде Организации американских студентов в 1968 году заявил: «Мы начали различать зло сионизма, и мы будем бороться, чтобы уничтожить его везде, где оно существует, будь то в гетто Соединённых Штатов или на Ближнем Востоке». Еврейские «новые левые» подверглись критике за то, что выступали против колониального присутствия США в Юго-Восточной Азии, одновременно поддерживая американскую государственную помощь Израилю.
Новые левые выражали симпатии противостоящим Израилю арабским государством вне зависимости от их политического курса, оправдывали и одобряли направленные против Израиля и евреев акции арабских террористов, а в ряде случаев сами производили такие акции (например, нападение членов «Красной армии Японии» на пассажиров в израильском аэропорту Лод в 1972 году) или принимали в них участие (угон самолета Air France в 1976 году). В ряде западных стран, включая США, Канаду, Францию, Аргентину и др., новые левые получили поддержку местных арабских общин и вступили в союзные отношения с экстремистскими антиизраильскими организациями арабских студентов с целью совместного блокирования, в том числе и насильственно, деятельности молодёжных сионистских ассоциаций; это вызвало несколько столкновений.
В 1970-е годы в идеологии многих новых левых, включая членов радикальных афроамериканских групп, антисионизм переходит в антисемитизм, который они оправдывали через антиизраильские и антиимпериалистические лозунги, что отталкивает от движения существенную часть ранее поддерживавшей его еврейской молодежи и интеллигенции. Новые левые потеряли многих из своих самых влиятельных еврейских членов. Некоторые евреи, которые покинули леворадикальные движения, присоединяются к сионистским организациям.
Когда афроамериканские активисты организовались вокруг движения Black power, в котором в значительной мере лидировала Оклендская партия «Чёрные пантеры», еврейские новые левые изначально стремились к альянсам с последними, но большинство в конечном итоге отказалось от этих усилий. По словам еврейского активиста Ицхака Эпштейна: «Даже если бы я был суперальтруистичным либералом и вёл кампанию среди евреев в поддержку программы пантер, меня бы справедливо вымазали дёгтем и вываляли в перьях за то, что я помогал врагам евреев и поддерживал их. Я бы предпочёл, чтобы это было не так, но это вы отреклись от нас, а не мы вас предали» (опубликовано в книге Джека Портера и Питера Дрейера «Еврейский радикализм: избранная антология», 1973, с. 70—71). В 1969 году Элдридж Кливер сообщил репортеру New York Times, что «партия Чёрные пантеры в Соединённых Штатах полностью поддерживает арабских партизан на Ближнем Востоке».
В 1980-х — начале 1990-х годов позиции новых левых резко ослабевают в условиях перехода мирового общественного мнения на позиции консерватизма и прекращения коммунистических режимов в Советском Союзе и государствах Восточной Европы, спецслужбы которых оказывали поддержку левых организаций. Позднее антисионизм новых левых не был заметным фактором политической среды какой-либо страны. Однако его частично унаследовали некоторые партии и группы «зелёных», например, в Германии.

## Антисионизм в современной России
Одной из наиболее организованных антисионистских сил в постсоветской России было общество «Память». Определённое влияние на российскую общественность оказывают работы публициста Юрия Мухина, являвшегося также главным редактором антисионистских газет «Дуэль» и «К барьеру». По мнению Леонида Радзиховского, на практике термином «антисионизм» зачастую прикрываются антисемитские взгляды.
В 1998 году лидер российских коммунистов Геннадий Зюганов назвал сионистскую идеологию «бедой еврейского народа» и призвал еврейскую общину «определиться… по вопросу об отношении к сионизму». Вслед за советскими коммунистами, Зюганов считал сионизм идеологией и практикой борьбы за мировое господство. Это заявление Зюганова, направленное им главе Администрации президента, секретарю Совета безопасности и министру юстиции, являлось ответом на требование Министерства юстиции разъяснить позицию КПРФ по отношению к антисемитским высказываниям генерала Альберта Макашова.

## Антисионизм среди евреев
Одним из основных источников антисионизма среди евреев является ортодоксальный иудаизм, многие последователи которого видят в сионизме нарушение еврейской религиозной традиции, в которой закреплена эсхатологическая трактовка возвращения к Сиону, поскольку основой сионизма является концепция естественного самоизбавления евреев независимо от Божественной воли, выраженной в приходе Машиаха.
Ортодоксальные раввины (Цви-Гирш Калишер, Э. Гутмахер) были в числе основоположников сионизма; раввины Шмуэль Могилевер, Исаак Рюльф и др. принимали активное участие в движении Ховевей Цион и оказывали поддержку основателю сионизма Теодору Герцлю. В 1897 году антисионистская акция протестраббинер была осуждена И. Рюльфом. Однако эти деятели и их последователи (И. Я. Рейнес, Меир Бар-Илан и др.), которые составили религиозное течение в рамках сионизма, представленное преимущественно партией Мизрахи, в начале были меньшинством. Негативную реакцию абсолютного большинства представителей ортодоксального иудаизма вызвали уже первые выступления Ц. Х. Калишера и его малочисленных сторонников. Один из ортодоксальных духовных лидеров, раввин Ш. Р. Гирш, утверждал, что «еврейский народ… нигде не найдет свой стол и свою лампу [не достигнет экономического процветания и духовного совершенства], кроме как в Святой земле», в то же время говорил, что и сама Эрец-Исраэль, и созданное в этой земле государство были и будут даны еврейскому народу только Всевышним, в качестве орудия исполнения заветов Торы. Гирш подверг критике характерное для сионизма, в особенности для раннего сионизма, полное отрицание галута, утверждая, что это отрицание даёт антисемитизму предлог, чтобы сохранить неравноправие евреев. После формирования в России, Польше, Румынии и ряде других стран первых ячеек Ховевей Цион противодействие ортодоксального иудаизма сионизму становится более активным. Наиболее энергично сионизму противодействовали сторонники ультраортодоксального иудаизма Галиции во главе с раввином города Коломыя Х. Лихтенштейном (1815—1891). Духовные лидеры хасидизма обычно строго запрещали своим приверженцам сотрудничество с Ховевей Цион, а позднее — также с сионистами, особенно с религиозными. На тех же позициях стояла организация Махзикей ха-дат, которую создали ортодоксальные раввины Галиции и Буковины в 1878 году, вначале — с целью борьбы со сторонниками ассимиляции и маскилим. Либеральный раввин Вены А. Еллинек решительно отвергает предложение присоединиться к Ховевей Цион, которое передал ему Лев Пинскер, и вступает с последним в публичную полемику. Ортодоксы, которые были костяком «старого» ишува, крайне негативно воспринимали участников первой алии, несмотря на то, что именно ортодоксальными евреями было положено начало создания сельскохозяйственных поселений в Земле Израиля: в 1878 году ими была основана Петах-Тиква.
По мере постепенного перехода еврейского национального движения более выраженному светскому характера, рос разрыв между ним и существенным большинством ортодоксального иудаизма, а с появлением политического сионизма это противостояние трансформировалось в открытый конфликт. Руководители ряда наиболее крупных ортодоксальных общин решительно осуждали идеи Т. Герцля и планы по созыву Сионистского конгресса (ортодоксы Мюнхена смогли воспрепятствовать его проведению в своём городе), а в отдельных странах (в Нидерландах и др.) запрещали верующим под страхом херема вступление в сионистские организации. Группой ортодоксальных раввинов-митнагдим в Ковне было создано «Чёрное бюро» («Ха-Лишка ха-шхора»), занимавшееся выпуском антисионистской литературы. Ортодоксами были два из пяти протестраббинер, которыми в 1897 году была подписана резкая антисионистская декларация, годом позднее поддержанная Ассоциацией раввинов Германии. Появление группы протестраббинер, куда входили как приверженцы ортодоксального иудаизма, так и их противники из числа реформистов, свидетельствовало, что антисионизм превратился в одну из точек соприкосновения между этими направлениями. Главный раввин Вены М. Гюдеман, которого Т. Герцль вначале рассматривал в роли возможного союзника, испытав некоторые колебания, в книге «Национальные начала еврейства» (1897) выступает с критикой главных положений концепции политического сионизма, используя аргументацию, которая была характерна для реформистов и ассимиляторов. Среди прочего он пытался доказывать, что такого понятия, как «еврейский народ» не существует. Приверженцы ортодоксального иудаизма, включая членов Мизрахи, почти не принимали участия во второй и третьей алие.
Во втором десятилетии XX века основной организацией, которая противостояла сионистскому движению с точки зрения ортодоксов, становится Агуддат Исраэль, появившаяся в 1912 году. В 1919 году она причислила антисионизм к главным принципам своей политической программы. В межвоенный период эта организация проводила против сионизма идеологическую политическую борьбу, в числе прочего стремясь не допустить, чтобы сионисты избирались в руководящие органы еврейских общин. В Польше Агуддат Исраэль выступила соперником сионистских организаций на парламентских и муниципальных выборах. В Эрец-Исраэль организация вначале возглавлялась крайними антисионистами. Она отказалась войти в Кнесет-Исраэль и предпринимала попытки с опорой на британские мандатные власти закрепить организационную обособленность «старого ишува», на который преимущественно опиралась эта организация. Членами организации велась непрерывная кампания критики верховного ашкеназского раввината Эрец-Исраэль, возглавляемого сторонником сионизма раввином А. И. Куком. В 1922—1924 годах Я. И. де Хаан, действовавший с благословения руководителей Агуддат Исраэль, стремился прийти к соглашению с арабскими националистами в ущерб национальным и политическим интересам большей части еврейского населения Эрец-Исраэль.
Хотя большая часть духовных ортодоксальный лидеров ортодоксии выступала против возвращения евреев в Землю Израиля до прихода Мессии, рост антисемитизма в странах Европы в 1920-е годы а затем и прямые гонения евреев, которые в 1930-х годах начались в Германии и ряде других государств, стали причиной участия в четвёртой и пятой Алии значительного числа ортодоксальных иудеев. Многие из них в стремлении активно участвовать в строительстве еврейского государства в этот период присоединяются не к Агуддат Исраэль, а пополняют число членов религиозных и даже нерелигиозных сионистских партий. Это стало началом постепенного отхода основной части ортодоксальных евреев от антисионистской ориентации. Под воздействием этого процесса к руководству Агуддат Исраэль в Земле Израиля в 1935 году приходят новые лидеры, которые взяли курс на то, чтобы установить контакты с сионистскими организациями. На третьем съезде Большого собрания всемирного движения Агуддат Исраэль, прошедшеи в 1937 году фактически была признана возможность восстановить еврейскую государственность при условии, что эта государственность будет основана на законах Торы. Во время Холокост а и сразу после него многие хасидские цаддики, включая представителей влиятельной династии Гур, пересмотрели своё первоначально негативное отношение к сионизму. В 1947 году Агуддат Исраэль поддерживает требование сионистов о создании самостоятельного еврейского государства и входит в Народный совет, которым была принята Декларация независимости Израиля. К настоящему времени почти все ортодоксальные общины и организации выражают лояльное отношение к Государству Израиль, а часть широко сотрудничает с сионистским движением. Агуддат Исраэль и другие политические партии, которые представляют ортодоксальную общину Израиля, много раз входили в израильские правительства. Только небольшая ультраортодоксальная группа Нетурей карто, которая отделилась от Агуддат Исраэль в 1935 году и поддерживающие эту группу сатмарские хасиды продолжают прямое противодействие сионизму и утверждают, что Государство Израиль не имеет права на существование. В 1991 году, когда начались прямые арабо-израильские мирные переговоры, лидеры Нетурей карто выдвинули требование, чтобы та часть иерусалимского квартала Меа-Шеарим, в которой проживают члены группы, вошла в состав будущей палестинский автономии в Иудее и Самарии.
В начале истории сионизма его активными оппонентами были представители реформистского иудаизма, которые рассматривали еврейство не в качестве народа, а в первую очередь как религиозную общину, призвание которой нести в мир универсальное этическое учение. В 1845 году представителями этого направления из богослужения исключается бенедикция киббуц галуйот. В 1885 году, в период когда сионизм ещё зарождался, реформистскими раввинами Соединённых Штатов, где течение было прочно укоренено и имело значительное влияние, принимается Питсбургская платформа, где, среди прочего, было сказано: «Мы считаем себя уже не нацией, а религиозным сообществом, и потому не ожидаем ни возвращения в Палестину, …ни восстановления каких-либо законов, касающихся еврейского государства». К. Колер (1843—1926), А. М. Вайз и другие руководители американского реформистского иудаизма считали еврейское национальное движение признаком «упадка» и «деморализации» евреев. В 1890 году концепция возвращения к Сиону подверглась осуждению реформистской Центральной конференцией американских раввинов, противопоставшей сионизму лозунг «Америка — наш Сион». После того, как в США появились первые сионистские кружки, эта организация заявила: «Мы решительно осуждаем любые попытки создания еврейского государства. Такие попытки демонстрируют непонимание миссии Израиля…». Примерно в то же время тремя лидерами реформистских общин Германии была подписана антисионистская декларация протестраббинер. Многие реформистские раввины США выражали симпатии к сионизму; некоторые из этих раввинов (С. С. Вайз, А. Х. Силвер) вошли в число руководителей сионистского движения Соединённых Штатов. Несмотря на это, Центральная конференция американских раввинов и Союз американской еврейской конгрегации (объединение общин реформистского иудаизма) до конца Первой мировой войны продолжали придерживаться позиций Питсбургской платформы.
В 1920-е годы руководители реформистского иудаизма США устанавливают контакты с сионистами. В 1929 году они участвуют в организации «расширенного» Еврейского агентства. При этом только в 1935 году Центральная конференция американских раввинов официально разрешает своим членам самостоятельно решать, участвовать ли им в сионистских организациях. В 1937 году этой конференцией была утверждена Колумбусская платформа, признававшая существование еврейского народа и подчёркивала, что «все евреи обязаны способствовать обустройству Палестины, стремясь сделать её не только убежищем для угнетённых, но и центром культурной и духовной жизни еврейства». В том же году сходная резолюция была принята Союзом американской еврейской конгрегации. Принятие этих решений приводит к выделению группы реформистских деятелей, которые продолжают выступать против сионизма и в 1942 году формируют Американский совет по иудаизму. Эта организация резко раскритиковала Билтморскую программу, а после провозглашения независимости Израиля заявила: «Государство Израиль не является ни государством евреев, ни родиной еврейского народа; для американцев еврейского вероисповедания это — иностранное государство». Американский совет по иудаизму ограничен в сфере своего влияния и в социальной базе — почти все его члены являются представителями наиболее зажиточных и склонных к ассимиляции слоёв еврейства Соединённых Штатов, однако к настоящему времени он является крупнейшей в мире еврейской антисионистской организацией. Всемирный союз прогрессивного иудаизма, представляющий подавляющее большинство сторонников реформистского иудаизма, в 1976 году вошёл во Всемирную сионистскую организацию.
До Первой мировой войны оппозиционными к сионистскому движению было также большое число еврейских представительных, общинных и филантропических организаций. Их руководители, в ряде случаев склонявшиеся к идее ассимиляции, считали сионизм утопией, которая в случае реализации способна только ухудшить положение евреев в странах диаспоры. В этот период в США против сионизма выступает Американский еврейский совет, в Великобритании — Борд оф депьютиз, Англо-еврейская ассоциация и организованный ими Совместный комитет по иностранным делам (в мае 1917 году с целью предотвращения подготовки Декларации Бальфура, он публикует в газете «Таймс» резкое антисионистское заявление), во Франции — Альянс, в Германии — Центральный совет германских граждан иудейского вероисповедания, под эгидой которого в 1914 году создаётся Антисионистский комитет. После Первой мировой войны многие из этих организаций, включая Американский еврейский комитет, Борд оф депьютиз, Англо-еврейскую ассоциацию, поддержали идею еврейского национального очага в Земле Израиля и перешли к сотрудничеству с сионистами в рамках «расширенного» Еврейского агентства. После создания Государства Израиль большинство неполитических еврейских организаций в странах мира, исключая действовавших в социалистических и мусульманских странах, окончательно переходят на просионистскую и произраильскую позицию.
Особое место среди идейных и политических противников сионизма занимали в первые четыре десятилетия XX века приверженцы автономизма. Движение было основано Семёном Дубновым, Хаимом Житловским и др. Автономизм сформировался почти одновременно с сионизмом и так же стремился к национальной самореализации евреев, но не через собирание евреев в Земле Израиля и воссоздание независимого еврейского государства, а путём создания национально-культурной автономии еврейских меньшинств в странах еврейской диаспоры. С. Дубнов, Х. Житловский и их последователи признавали большое значение Земли Израиля в качестве одного из возможных центров еврейской автономии, но отвергали сионизм, считая, что он является псевдомессианством, которое мешает евреям отстаивать свои национальные права в странах рассеяния. Они использовали лозунг «Вести борьбу на своих позициях». Автономистами отрицалась и роль иврита в качестве основы духовного возрождения евреев. Этому языку они противопоставляли идиш — живой разговорный язык значительной части евреев. В 1906 году сионистские организации в России и Австро-Венгрии (в многонациональных государствах со значительным еврейским населением), а после Первой мировой войны — также в Польше, Румынии и ряда других стран включают в свои программы требование предоставления евреям национально-культурной автономии. Несмотря на это, основанная С. Дубновым в 1906 году Фолкспартей, сходная с ней по своим идейным установкам одноимённая партия, которая действовала в 1918—1939 годах, а также организованная последователями Х. Житловского в 1906 году и существовавшая до 1917 г. Социалистическая еврейская рабочая партия, выступали в России, Польше и прибалтийских государствах в роли политического оппонента сионистского движения, хотя и существенно уступая ему по силе влияния на еврейские массы. После Холокоста автономизм прекращает своё существование и в качестве идеологического течения, и как политическое движение.
В противоречие с сионистским движением на протяжении нескольких лет входил и территориализм, полагавший, что объединение еврейского народа и его национальное возрождение могут быть достигнуты не только в Земле Израиля, но и — при некоторых условиях — на другой территории, которую выделит какое-либо государство или всё международное сообщество. Седьмой Сионистский конгресс в 1905 году отвергает Угандийский план. После этого территориалисты выходят из Всемирной сионистской организации и создают Еврейское территориальное общество, куда вошли многие известные сионисты (И. Зангвил, И. Ясиновский, М. Э. Мандельштам, Н. Сыркин). Эти события приводят к расколу целого ряда сионистских организаций, а в отдельных странах к спаду или даже кризису сионистского движения. Этому способствовало также то, что с 1906 года территориалисты вступают с сионистами в острую публичную полемику, которая шла до начала Первой мировой войны. Некоторые еврейские деятели, которые в принципе отвергавли концепцию возвращения к Сиону, такие как Лейзер Вольф, также присоединились к Еврейскому территориальному обществу, считая его удобным инструментом для борьбы с сионизмом. Но уже перед Первой мировой войной, в результате провала всех попыток организовать еврейские колонии вне Земли Израиля, влияние территориализма быстро уменьшается. Некоторые из территориалистов, например, Н. Сыркин, возвращаются во Всемирную сионистскую организацию. В 1920 году распадается Всеобщая еврейская колонизационная организация, которая была основана Альфредом Носсигом в 1908 году и также противопоставляла себя сионистскому движению. После публикации Декларации Бальфура Еврейское территориальное общество переходит к сотрудничеству с сионистами. В 1925 году его формально распустили. В 1920—1940-х годах появились небольшие общества территориалистского толка, но они обычно не выступали против сионизма, хотя объективно и являлись препятствовием к достижению его целей.
Антисионизм являлся одной из существенных элементов политической платформы Бунда, основанного в октябре 1897 года почти одновременно с созданием Всемирной сионистской организации. Бунд претендовал на роль единственного представителя еврейских трудящихся в Российской империи, что вызвало высказывание Георгия Плеханова: «Бундисты — это сионисты, боящиеся морской болезни». В то же время членами Бунда отрицалось существование единого еврейского народа. Они утверждали, что «еврейский вопрос» возможно решить только в результате свержения капиталистического строя и построения социалистического общества в странах еврейской диаспоры. Идеологи этого движения описывали сионизм в качестве реакционного буржуазного или мелкобуржуазного националистического движения, которое отвлекает еврейских рабочих от борьбы за классовые интересы. В период конца XIX — начала XX века Бунд являлся наиболее серьёзным противником сионизма, и в особенности сионистских социалистических групп, в борьбе за политическое влияние на еврейские массы в России и Польше. Под прямым или косвенным влиянием партии еврейской социалистической организации Галиции (Еврейская социал-демократическая партия), США (Еврейская социалистическая федерация Америки), Нидерландов, Аргентины и ряда других стран в это время занимают позиции антисионизма. Бунд последовательно отказывается от сотрудничества с сионистами, включая такие сферы, в которых интересы обоих движений совпадают, включая создание отрядов самообороны. Сионисты не принимались в организованные Бундом профсоюзы. Некоторыми сионистскими ассоциациями поддерживалась отколовшаяся от Бунда и противостоявшая ему Еврейская независимая рабочая партия, часть лидеров которой позднее присоединяется к сионистскому движению. Отношения бундовцев и сионистов не стали лучше и после того, как Четвёртый съезд Бунда в 1901 году выдвигает требование создания национально-культурной автономии для российского еврейства, что фактически было переходом партии к позициям автономизма. Конфронтация двух этих движений в России длилась вплоть до ликвидации обоих советской властью в конце 1910-х — начале 1920-х годов. В евсекциях, в 1919 году инициировших репрессии против российских сионистов, ведущую роль была у бывших членов Бунда и социалистов-территориалистов. В межвоенный период Бунд был в числе крупнейших еврейских антисионистских организаций в Польше и одним из основных соперников сионистских партий в борьбе за еврейского избирателя. При этом в некоторых случаях на муниципальных и парламентских выборах бундовцы образовывали блок с «левыми» или «правыми» от Поалей Цион. Небольшие группы бундовцев, которые появились в некоторых странах после Второй мировой войны и действующие до настоящего времени, в целом положительно относятся к существованию Государства Израиль, однако отрицают особое значение это государства для мирового еврейства. Члены этих групп обычно не осуществляют какую-либо политическую деятельность, и их влияние является малозаметным.
С конца 1910-х годов против сионизма активно боролись еврейские коммунистические организации и объединения, включая евсекции в СССР, Еврейскую Федерацию коммунистической партии в США и др. В ряде стран деятельность этих организаций в заметной мере способствовала распространению антисионистских настроений среди евреев. Но уже к началу 1930-х годов все подобные группы лишаются организационной самостоятельности и растворяются в компартиях своих стран. Влияние коммунистической идеологии на евреев почти везде, исключая Советский Союз и, в некоторой мере, США, значительно уменьшается. Антисионизм был частью идеологии еврейских коммунистических групп в Земле Израиля, а также созданной на их основе Израильской коммунистической партии (Маки), но их влияние всегда было очень ограниченным. В 1960-х годах руководство Маки отказывается принимать участие в инспирированных руководством СССР антисионистских и антиизраильских кампаниях, что приводит в 1965 году к расколу партии, в результате которого из неё выделяется Новый коммунистический список (Раках), члены которого, в основном арабы, продолжают выступать против сионизма. В позднейшие годы они делали это в несколько завуалированной форме.
В 1960-х годах сионизм и Государство Израиль резко критиковались многими еврейскими интеллектуалами, которые были участниками движения новых левых или находились под влиянием идеологии этого движения. Однако уже к концу 1960-х годов, когда большинство сторонников движения перешли от антисионизма к антисемитизму, почти все евреи покидают леворадикальный лагерь.

## Аргументация
Критика сионизма нееврейскими группами
| Группа                                                                              | Причины протеста |
| ----------------------------------------------------------------------------------- | --- |
| Османская империя                                                                   | - Борьба против национализма и европейской культуры, которые представляли угрозу существованию империи (например, борьба с армянским национальным движением); |
| Нацистская Германия                                                                 | - радикальный расовый антисемитизм: представление о том, что евреи являются паразитами и представляют угрозу «мировому порядку»; |
| Палестинское национальное движение                                                  | - стремление контролировать территорию Израиля (Палестину) |
| Арабское национальное движение                                                      | - представление о том, что территория Израиля является частью земель арабской нации; - сопротивление существованию Израиля в качестве чужеродного тела на Ближнем Востоке, которое руководствуется ценностями европейской цивилизации; |
| Исламский фундаментализм                                                            | - вера в то, что территория Израиля (Палестина) является частью земель ислама (Дар аль-ислам), а значит должна находиться под властью мусульман; |
| Левые космополитические и интернационалистические движения (анархисты и коммунисты) | - отрицание идеологии национализма, а значит и права на существование сионизма в качестве национального движения еврейского народа; - представление о том, что сионизм является частью колониальной европейской политики на Ближнем Востоке; |
| Левые проарабские движения                                                          | - представление о том, что сионизм является колониальным движением, которое угнетает палестинцев и является «формой расизма и расовой дискриминации»; последователи выступают за превращение Израиля в государство всех граждан или его расформирование и создание на его месте одного палестинского или двух национальных государств |
| Левые либеральные группы в Европе                                                   | - отрицание права на существование национальных государств и стремление к глобализации по примеру Европейского союза и США, вера в сионистский империалистический заговор |
| Радикальные правые, неонацистские и антисемитские группы                            | - отрицание каких бы то ни было гражданских прав у евреев, где бы те ни находились; в крайней форме — стремление к уничтожению еврейского народа; - представление о существовании всемирного еврейского заговора (см. «Протоколы сионских мудрецов»); Так, часть историков-ревизионистов, скептически относящихся к официально принятой в большинстве западных стран трактовке Холокоста, относят методы поддержания академической мейнстримной версии Холокоста к арсеналу сионистской пропаганды (См. Отрицание Холокоста). |
| Христианский фундаментализм                                                         | - отрицание права существования еврейского национального государства, обвинение иудеев в распятии Иисуса Христа. Требование признания Иисуса «Мессией» и Евангелия еврейским народом как способ возобновить завет с Авраамом. |

Критика сионизма еврейскими группами
| Группа | Причины протеста |
| --- | --- |
| Ультраортодоксы (в частности, Нетурей карто) в отличие от прочих представителей ортодоксального иудаизма, которые в 1946 году не протестовали против создания еврейского государства. | - опасение реакции со стороны неевреев по отношению к евреям в мире; - убеждение в том, что в иудаизме существует религиозный запрет на попытки приблизить избавление (геула) собственными усилиями; |
| Бунд — лево-социалистическая антисионистская еврейская партия, пользовавшаяся значительным влиянием в Польше перед Второй мировой войной                                              | - убеждение в том, что будущее восточноевропейского еврейства в национально-культурной автономии и развитии культуры на языке идиш; последователи выступали против репатриации евреев в Палестину |
| Ассимилированные группы | - убеждение в том, что еврейство является религией, а не национальностью; выступали против идеи еврейского национализма |
| кнааниты (ханаанейцы) — группа нерелигиозных евреев в Палестине | - представление о том, что следует предпочесть укрепление связи между еврейским и нееврейским населением Палестины за счёт связи с еврейскими общинами в других странах; часто предпочитали называться «иврим» (עברים) вместо «иехудим» (יהודים) |
| Постсионизм | два основных направления: - представление о том, что сионизм был оправдан в своё время, однако в наши дни потерял актуальность, поскольку его основные цели достигнуты; последователи считают, что теперь следует заняться созданием израильского гражданского общества, которое будет равноправным, справедливым и стремящимся к миру; основное внимание следует уделить интеграции нееврейских граждан в израильское общество; - представление о том, что сионизм является колониальным движением, которое подвергало дискриминации палестинцев и евреев-выходцев из арабских стран; поэтому следует отвергнуть подобную идеологию и сделать Израиль государством всех граждан, основываясь, в первую очередь, на принципах гуманности; часть последователей выступают за создание двух национальных государств (Израиля и Палестины), в то время как другие считают, что должно существовать одно многонациональное государство |